# Auroraskinn
Auroraskinn (Phlebia ryvardenii) är en svampart som beskrevs av Hallenb. & Hjortstam 1988. Auroraskinn ingår i släktet Phlebia och familjen Meruliaceae.  Arten är reproducerande i Sverige. Inga underarter finns listade i Catalogue of Life.